# Junior (Virginia Occidental)
Junior es un pueblo ubicado en el condado de Barbour en el estado estadounidense de Virginia Occidental. En el Censo de 2010 tenía una población de 520 habitantes y una densidad poblacional de 594 personas por km².

## Geografía
Junior se encuentra ubicado en las coordenadas 38°58′39″N 79°57′5″O / 38.97750, -79.95139. Según la Oficina del Censo de los Estados Unidos, Junior tiene una superficie total de 0.88 km², de la cual 0.81 km² corresponden a tierra firme y (7.1%) 0.06 km² es agua.

## Demografía
Según el censo de 2010, había 520 personas residiendo en Junior. La densidad de población era de 594 hab./km². De los 520 habitantes, Junior estaba compuesto por el 99.23% blancos, el 0.38% eran afroamericanos, el 0% eran amerindios, el 0% eran asiáticos, el 0% eran isleños del Pacífico, el 0.19% eran de otras razas y el 0.19% pertenecían a dos o más razas. Del total de la población el 0.58% eran hispanos o latinos de cualquier raza.